# 球磨焼酎

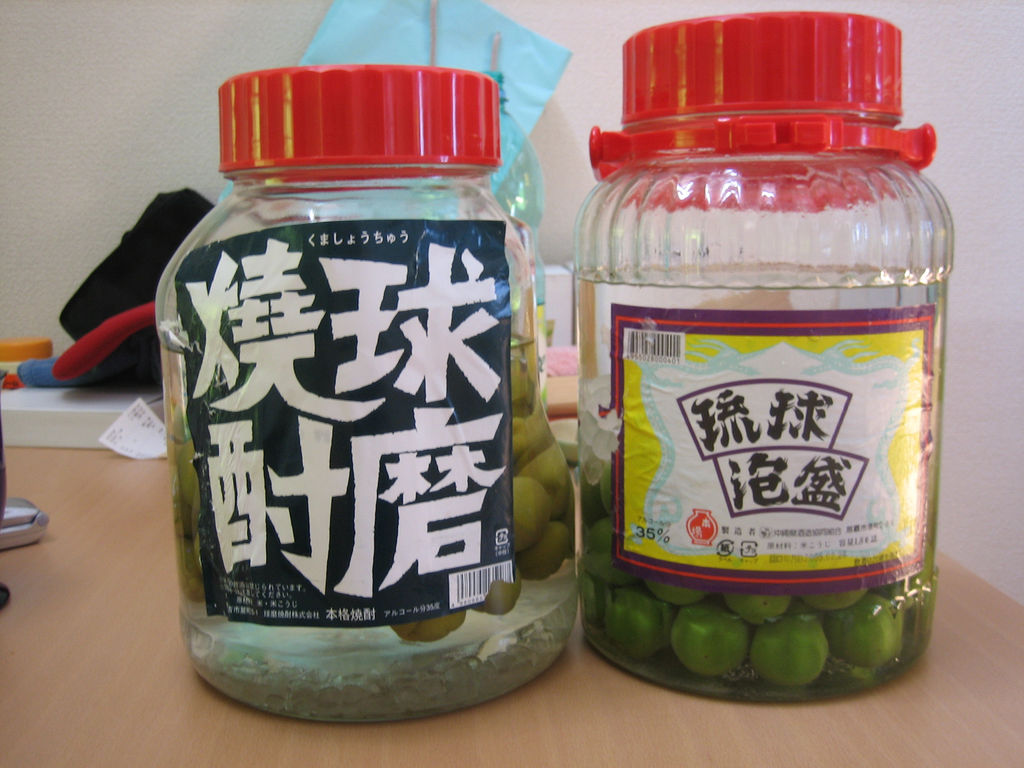
球磨焼酎と泡盛

球磨焼酎（くましょうちゅう）は熊本県球磨郡および人吉市で製造される米焼酎。米焼酎の代表的な存在として知られ、国税庁による酒類の地理的表示に1995年に登録された。

## 製法と特徴
地理的表示の対象となるためには、下記の要件がある。
- 原料
  - 原材料の穀類として国内産米のみを用いる
  - 国内産米から製造された麹のみを用いる
  - 球磨郡または人吉市で採水した水のみを用いる

- 製法
  - 発酵および蒸留が球磨郡または人吉市で行われている
  - 米、米麹、水を原料とした醪を単式蒸留器により蒸留している
    - 米麹および水を原料とした醪は、その1次醪に米麹と水を加えて更に発酵させたもののみとする

  - 貯蔵は球磨郡または人吉市で行う
  - 出荷容器への詰め替えは球磨郡または人吉市内で行う

1970年以降は白麹菌が主流だが、個性を打ち出すために黒麹菌や黄麹菌を用いる場合もある。1次醪で酵母を増殖させたのちに蒸した米を加え、27-32度（黄麹菌の場合は25度）で10-15日発酵させて2次醪を得る。2次醪のアルコール度数は17-20度に達する。蒸留は減圧蒸留が主流であり、常圧蒸留や両者のブレンドなども行われる。
米のまろやかな甘さと清涼感のある香味が特徴で、常圧蒸留したものは米特有の香り、減圧蒸留したものは果実の香りがある。アルコール度数はかつては35度や40度と高めであったが、第二次世界大戦中から25度のものも作られるようになった。

## 地理的要因

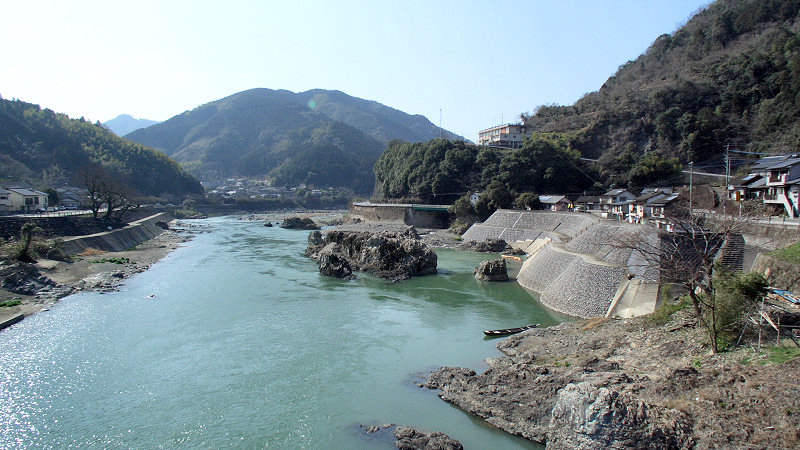
球磨村を流れる球磨川

球磨は人吉盆地内に位置し、九州地方としては冬季の平均気温が低く寒暖差が大きい。また秋から春にかけて霧の発生も多く、焼酎の貯蔵や低温での発酵に適している。球磨川水系の軟水は原料として米の甘みを引き立てるとともに、豊富な水量と優れた水質で高い品質の米生産を支えている。米が豊富に得られることは、近世からの米焼酎生産にとっても大きな長所となった。

## 飲み方
枡で2合5勺（450ミリリットル）を量ってガラと呼ばれるカラカラのような酒器に入れて直火で燗を（直燗＝じきかん）し、杯ではなく猪口で飲むのが伝統的な飲み方であった。お湯割りにするケースもあり、冷蔵庫が普及するとオン・ザ・ロックで飲まれることも増えていった。球磨拳をしながら飲むことも多く、1回戦につき10本勝負を行って1本ごとに敗者は猪口で焼酎を飲み干す。

## 歴史

### 近世
永禄2年（1559年）に焼酎に関する日本最古の記述がされた棟木札がある伊佐の郡山八幡神社は、当時相良氏の勢力下にあった。隣接する球磨も江戸時代まで相良氏の領地となっており、早くから焼酎の技術などがあったとみられる。技術の伝達経路は不明だが、泡盛に使うカラカラと酷似したガラという酒器を用いる点や、明治まで球磨では焼酎を「アワモリ」と呼んでいた点などから、大元は琉球である可能性が示唆される。
宝永7年（1710年）の『巡見使応対之覚書』によると、焼酎の製造販売を許可された酒株を有する蔵元が人吉城下に18軒、大畑城付近の大畑村に2軒、それぞれあったという。焼酎の原料とする米は球磨全体で年間345石（62キロリットル）のみと貴重なため寒造りの時期以外は雑穀を原料とし、価格は1升で1匁6分ほどだった。延享3年（1746年）になると、人吉城下の蔵元のうち9軒が休業している。なお焼酎の販売には酒株が必要とされたが、自家消費や祭礼用の製造は自由だった。
文政11年（1828年）にはシーボルト台風の被害による米の払底を受けて米焼酎の製造が翌年まで禁止され、その後も凶作のたびに藩家老の田代政典による禁令が出され、これが天保12年（1841年）の茸山騒動の一因にもなったとされる。安政5年（1858年）にはコレラの流行を受けて「龍脳や樟脳を焼酎に溶かして身体に擦り込むと良い」という回文が出された。

### 近代以降
1871年（明治4年）に酒株制度が廃止されると、球磨の酒造業者は60軒に急増した。交通の発達にともなって球磨焼酎は他地域にも流通するようになり、明治中期には全国的な知名度が高くなっていった。醪垂れ歩合の向上を目的として1913年頃から玄米ではなく白米を原料とするようになり、同時に二段仕込みが行われるようになった。その後、1923年には製造業者は53軒、年間生産量は1,723キロリットルとなっている。1942年頃からは鹿児島県と同様に醪を1次、2次に分けて仕込むようになった。
第二次世界大戦後、1945年から5年間は米による焼酎造りが禁止され、この間はサツマイモなどが原料とされた。一方、1940年頃から黄麹菌に代えて黒麹菌、1950年頃からは白麹菌が使用されるようになり、1970年頃にはほとんどの事業者が白麹菌を使用するようになった。1973年に福岡県で開発された減圧蒸留器が球磨で使用されるようになると、ソフトな米焼酎が作られて好評を博し、1980年から1985年の5年間で球磨焼酎の生産量は2倍になっている。
1990年代も焼酎ブームに乗って生産は13,000キロリットルから20,000キロリットルに増え、1995年には酒類の地理的表示ブランドとして登録された。21世紀に入って28軒の蔵元が統一したロゴマークを作成するなどブランド作りを進め、2006年には焼酎として初の地域団体商標を取得している。